# Punktowa elastyczność popytu
Punktowa elastyczność popytu – jedna z metod pomiaru elastyczności popytu; dotyczy zmian ciągłych i obliczana jest geometrycznie z krzywej popytu, odnosi się do poszczególnych punktów krzywej. Wskazuje odsetek zmian w popycie wynikający ze zmiany o 1% jednego z czynników, przy założeniu, że inne czynniki determinujące popyt są stałe. Stosowana jest przeważnie przy niewielkich zmianach cen.
Metodę punktowego pomiaru elastyczności popytu można zastosować do pomiaru w:
- Cenowej elastyczności popytu
- Dochodowej elastyczności popytu
- Mieszanej elastyczności

## Ujęcie graficzne
Aby wyznaczyć elastyczność punktową należy postąpić w następujący sposób:
1. Do wybranego punktu na krzywej wyznaczyć linię styczną (punkt P).
2. Zmierzyć odległość między punktem P a osią odciętych i punktem, a osią rzędnych.
3. Elastyczność w tym punkcie jest stosunkiem długości między punktem a osią odciętych i punktem, a osią rzędnych.